# ولایت توتومی

ولایت توتومی در سال ۱۹۶۸

ولایت توتومی (به ژاپنی: 遠江国 Tōtōmi-no kuni) که نام مخفف آن اِنشو Enshū (遠州) خوانده می‌شود. یکی از نواحی در تقسیم‌بندی کشوری قدیم ژاپن بود. محل قرار گرفتن ولایت توتومی، در غرب استان شیزوئوکا امروزی بوده‌است.